# Wimbleball Lake
Wimbleball Lake är en sjö i Storbritannien.   Den ligger i grevskapet Somerset och riksdelen England, i den södra delen av landet, 240 km väster om huvudstaden London. Wimbleball Lake ligger 238 meter över havet. Arean är 1,1 kvadratkilometer. Trakten runt Wimbleball Lake består i huvudsak av gräsmarker. Den sträcker sig 2,6 kilometer i nord-sydlig riktning, och 1,5 kilometer i öst-västlig riktning.